# برج دیدبانی دوک ۱
برج دیده بانی دوک ۱ مربوط به سده‌های متاخر دوران‌های تاریخی پس از اسلام است و در شهرستان گچساران، بخش مرکزی، دهستان لیشتر، ارتفاعات جنوبی سد کوثر، ۵ کیلومتری روستای پادوک واقع شده و این اثر در تاریخ ۱۸ شهریور ۱۳۸۷ با شمارهٔ ثبت ۲۳۲۳۰ به‌عنوان یکی از آثار ملی ایران به ثبت رسیده است.